# رضي أباد (إسلام شهر)
رضي أباد (بالفارسية: رضی‌آباد) هي قرية تقع في قسم احمدآباد مستوفي الريفي (مقاطعة اسلام شهر) في إيران. يقدر عدد سكانها بـ 561 نسمة .